# Municipio de Melena del Sur
Municipio de Melena del Sur är en kommun i Kuba.   Den ligger i provinsen Provincia Mayabeque, i den västra delen av landet, 50 km sydost om huvudstaden Havanna. Antalet invånare är 20 646.